# George Herbert Strutt
George Herbert Strutt (Belper, 1854 – Ardgour, 1928) è stato un imprenditore e filantropo britannico, originario del Derbyshire, di cui fu anche High Sheriff . Proprietario di cotonifici, discendente da Jedediah Strutt apparteneva alla ricca famiglia che si rese ricca, e con sé anche la Gran Bretagna, con l'attività legata alla lavorazione del cotone . Strutt acquistò l'ampia tenuta scozzese di Glensanda dove si perse suo figlio, ritrovato come scheletro, con ancora indosso i vestiti, solo cinque anni più tardi .

## Biografia
George Herbert Strutt nacque nel 1854 a Belper ed apparteneva alla ben nota famiglia Strutt, la cui fortuna proveniva dai cotonifici e dalle invenzioni dei suoi antenati, in primis da quelle di Jedediah Strutt. Suo padre era George Henry Strutt e sua madre era Agnes, nata Ashton. Era il figlio più giovane e unico figlio maschio. Le sue tre sorelle maggiori erano Susan Agnes, Lucy e Francis Clara Strutt.
Nel 1902, Strutt, e sua moglie Emily acquistarono la proprietà Glensanda e Kingairloch sulla penisola di Morvern in Scozia. In questi 24.000 acri (97 km²) di proprietà vi costruì cottages e maneggi, ampliando la casa esistente ed erigendo una diga a Glen Galmadale per trattenere le acque in modo che potesse essere utilizzata per mantenere a livello il flusso del fiume (preservando anche i pesci che vi nuotavano) durante i periodi di siccità. Data l'inaccessibilità della loro tenuta, una barca di una qualche forma era essenziale e per questo gli Strutt avevano a disposizione una nave a vapore da 150 tonnellate, la Sanda che ormeggiata a Oban gli permetteva di viaggiare fino alla loro proprietà e nelle isole vicine.
Come molti dei suoi antenati divenne High Sheriff of Derbyshire nel 1903.

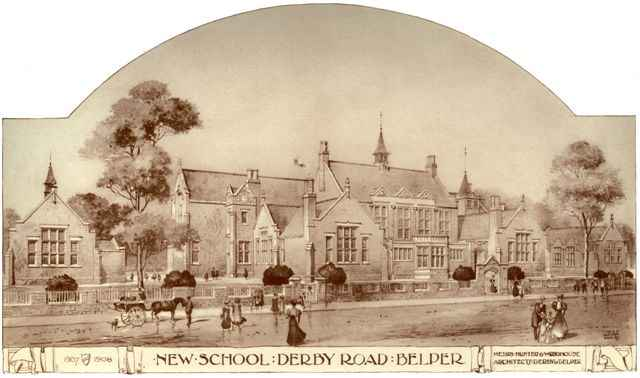
Herbert Strutt School

Nel 1907 dopo aver portato avanti un lungo dibattito con le autorità scolastiche fu in grado di finanziare una scuola elementare per i bambini di Belper e per le sue frazioni circostanti. La scuola venne aperta il 7 maggio 1909 dal duca di Devonshire. La Herbert Strutt School costò ventimila sterline e comprendeva grandi campi da gioco e una biblioteca le cui vetrate riportavano lo stemma del mecenate. Nel 1910 finanziò una piscina pubblica a Belper  e dopo quattro anni donò altre cinquemila sterline per aumentare le attrezzature della scuola. La scuola continuò a fungere da grammar school fino a quando non venne accorpata con due moderne scuole secondarie per dare origine all'attuale Belper School. Il nome della scuola ed il dono di Strutt sono ricordate dal nome di una scuola materna a Belper. L'edificio scolastico viene ora utilizzato dalla comunità.
Nel 1921 ancora una volta Strutt si mostrò generoso con la comunità di Belper: questa volta donò il terreno che venne utilizzato per creare i Memorial Gardens in ricordo di coloro che erano morti nella Prima Guerra Mondiale.
Dopo la morte di Strutt, la tenuta di Glensanda fu ereditato da suo figlio Arthur che la condivise con la propria moglie neozelandese, Patricia. Arthur morì in circostanze strane. Uscì una mattina per non tornare: cinque anni dopo la sua morte venne dichiarata presunta. Il lunedì dopo la sua cerimonia funebre il corpo venne ritrovato da chi lavorava nei boschi della proprietà: il suo scheletro, con ancora i vestiti addosso, era a solo mezzo miglio dalla casa sua, ma era passato troppo tempo per accertare la causa della morte.
I ritratti di Strutt e di "Mrs George Strutt", entrambi opera di Frank Beresford sono di proprietà rispettivamente del Comune di Belper e del Derby Museum and Art Gallery .